# Jambol

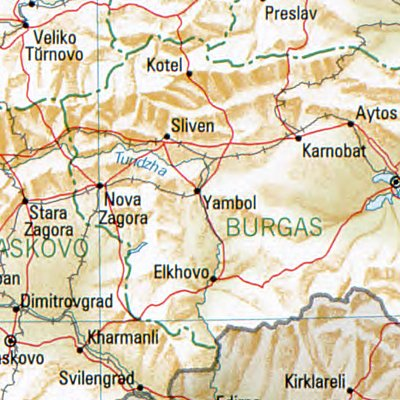
Lage von Jambol (Yambol) in Bulgarien (Bildmitte); Nachbarorte: Sliwen, Nowa Sagora, Elchowo, Karnobat, Ajtos, Kotel, Weliko Tarnowo, Stara Sagora, Dimitrowgrad, Charmanli, Swilengrad

Jambol [ˈjamboɫ] (bulgarisch Ямбол) ist eine Stadt im Südosten Bulgariens. Sie ist administratives Zentrum des gleichnamigen Verwaltungsbezirkes (Oblast Jambol) und der gleichnamigen Gemeinde.

## Geographie
Die Stadt liegt inmitten der Oberthrakischen Tiefebene auf einer Anhöhe am Nordufer des Flusses Tundscha (bulg. Тунджа). Der Fluss umschließt die Altstadt auf drei Seiten.
Jambol liegt 10 km südlich der Autobahn Sofia–Burgas, 93 Kilometer vom Schwarzen Meer entfernt.
Nächste größere Orte sind: Elchowo, Karnobat, Sliwen, Nowa Sagora.

## Geschichte
Der alte griechische Name der Stadt ist Dianopolis (Дианополис). Das fruchtbare Tundschatal war schon seit Jahrtausenden besiedelt. Davon zeugen über 30 entdeckte Tell-Siedlungen im Stadtgebiet und der Umgebung von Jambol. Archäologische Grabungen fanden unter anderem auf den Siedlungshügeln von Weselinowo (с. Веселиново), Ratschewa- (Рачева-) und Martschewa-Mogila (Марчева-могила) statt. Die Besiedlung reicht von der Jungsteinzeit über die Kupferzeit bis zur Bronzezeit.
Unweit von Jambol lag die thrakische Königsstadt Kabile (auf der Tabula Peutingeriana als Cabilis verzeichnet), die im 4. Jahrhundert v. Chr. durch Philipp von Makedonien und 72 v. Chr. durch den römischen Feldherr Lucius Licinius Lucullus erobert wurde. Kabile wurde im Jahre 583 von den Awaren zerstört.
Die Geschichte des heutigen Jambol beginnt mit dem Jahr 293 n. Chr., als Kaiser Diokletian eine Reise unternahm, die ihn von Hadrianopel (Edirne) über Stara Sagora und Plowdiw bis nach Serdica (Sofia) führte. Dabei kam er auch in die Gegend des heutigen Jambol, wo er zu Ehren des Zeus eine Stadt gründete: Diospolys (Stadt des Zeus).
In seiner langen Geschichte trug Jambol die verschiedensten Namen: Diospolys (Диосполис), Dampolys (Дамполис), Djampolis (Дямполис), Hiampolis (Хиамполис), Dinibuli (Динибули), Dabilin (Дъбилин), Dubilin (Дубилин), Diamboli (Диамболи), Jambolu (Ямболу), Jamboli (Ямболи). Aus westlichen historischen Quellen ist der Name Grenboel (Гренбоел) überliefert.
Trotz großen Widerstandes wurde die Stadt 1373 nach einer langen Belagerung von den Osmanen eingenommen.
Teile der mittelalterlichen Festung und der Türme sind bis heute erhalten geblieben. Aus der Zeit der türkischen Herrschaft in Bulgarien sind im Stadtzentrum zwei bedeutende architektonische Denkmäler aus dem 16. Jahrhundert erhalten geblieben: ein Besisten (überdachter Markt), der aufgrund seines guten Erhaltungszustandes einmalig in Bulgarien ist, sowie die osmanische Eski-Moschee (Ески джамия).
Das Historische Museum von Jambol zeigt archäologische Funde aus der Umgebung und eine volkskundliche Sammlung.
Gut erhalten sind auch die alten Kirchen Sweti Georgi (Свети Георги – Hl. Georgi) und Sweta Troiza (Света Троица – Hl. Dreifaltigkeit). In ihnen wurden während der 500-jährigen türkischen Herrschaft bulgarische Traditionen aufrechterhalten.
Am 23. Juli 1829 wurde Jambol durch die russische Armee befreit, verblieb jedoch nach dem Frieden von Adrianopel in türkischen Händen bis 1878.
Im Januar 1878 wurde Jambol abermals während des Russisch-türkischen Krieges von den Türken befreit. Aus diesem Anlass wurde bei Jambol auf dem Berggipfel Bakadschik (Бакаджик) der Heiliger-Alexander-Newski-Schrein (Свети Александър Невски) errichtet.
Das Busunglück bei Jambol 2009 forderte 18 Todesopfer.
Seit 2002 ist die Stadt Namensgeber für den Yambol Peak, einen Berg auf der Livingston-Insel in der Antarktis.

## Sehenswürdigkeiten
- Die 1896 gebaute Synagoge beherbergt nach umfangreichen Renovierungen jetzt eine Kunstgalerie.

## Militärbasen

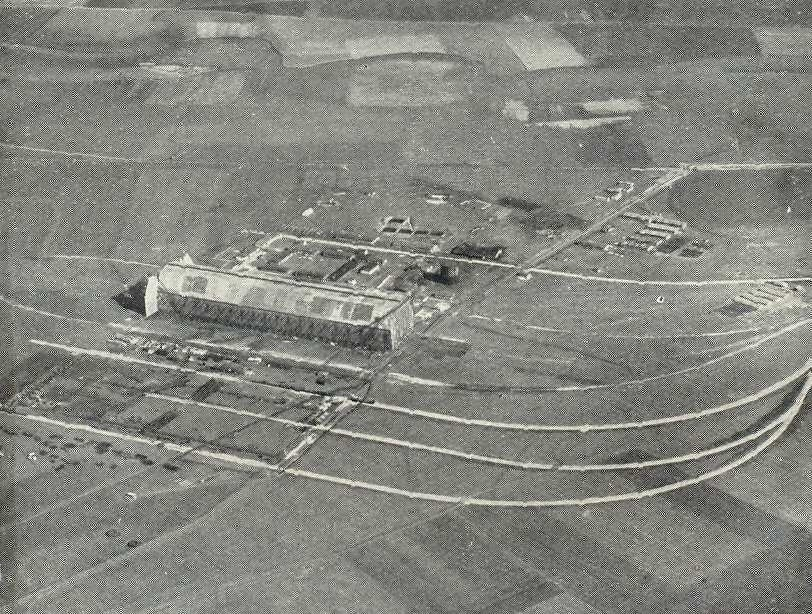
Luftschiffhalle Jambol

Während des Ersten Weltkrieges befand sich in Jambol der südlichste militärische Luftschiffhafen der kaiserlich deutschen Streitkräfte, den sie für Aufklärungsflüge und Bombenflüge nach Rumänien, Russland, den Sudan und Malta nutzten. Am 21. November 1917 startete von hier aus der Afrika-Zeppelin LZ 104 zu seiner Rekordfahrt zur Versorgung von Paul von Lettow-Vorbeck und seiner Schutztruppe für Deutsch-Ostafrika. Es musste jedoch umkehren und landete bereits am 25. November wieder in Jambol.
10 km westlich von Jambol liegt der Luftwaffenstützpunkt Besmer, eine der Militärbasen der Vereinigten Staaten in Bulgarien.

## Sport
Der BK Jambol spielt seit 1998 ununterbrochen in der höchsten bulgarischen Basketball-Liga.

## Söhne und Töchter der Stadt
- Daniel Assenow (* 1997), Boxer
- Swetla Boschkowa (* 1951), Diskuswerferin
- Simeon Chamow (* 1990), Boxer und Olympiateilnehmer
- Ljubtscho Djakow (* 1954), Sportschütze
- Iwan Djorew (* 1976), Ringer
- Georgi Gospodinow (* 1968), Schriftsteller
- Wladimir Iliew (* 1935), Komponist
- Boris Karadimtschew (1933–2014), Komponist und Songwriter
- Aleksandar Kornesow (* 1978), Jurist
- Ljubomir Ognjanow-Risor (1910–1987), Germanist und Übersetzer
- Georges Papazoff (1894–1972), Maler und Schriftsteller
- Totka Petrowa (* 1956), Mittelstreckenläuferin
- Wolen Siderow (* 1956), Journalist und Politiker

## Städtepartnerschaften
- Villejuif, Frankreich
- Sieradz, Polen
- Ischewsk, Russland
- Berdjansk, Ukraine